# Nota (sonido)

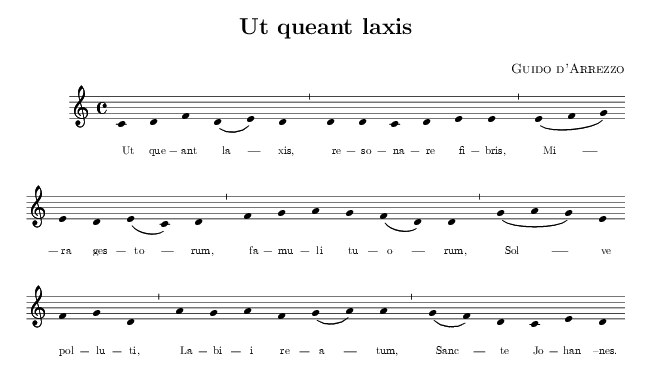
El himno a san Juan Bautista, a partir del cual surgen las actuales notas musicales.

Las notas musicales se utilizan en la notación musical para representar la altura de un sonido. Fueron inventadas por el monje benedictino Guido de Arezzo.

## Nombre de las notas y los intervalos
Tras varias reformas y modificaciones, las notas pasaron a ser estas, que se conocen actualmente:
- do
- re
- mi
- fa
- sol
- la
- si

Escala de do mayor.

El ejemplo anterior muestra una escala de do mayor. Actualmente la escala musical diatónica (sin alteraciones ni cambios en la tonalidad) está compuesta por siete sonidos.
En el caso de la mencionada escala mayor de do, las notas son las siguientes:  
- do, re, mi, fa, sol, la, si (según el sistema latino de notación).
- C,  D,  E,  F,  G,  A,  B (según el sistema inglés de notación musical, también llamado denominación literal).
- C,  D,  E,  F,  G,  A,  H (según el sistema alemán de notación musical. La B equivale al si bemol).

Los intervalos musicales correspondientes a cada una de las siete notas diatónicas son:
| Nota musical | Segunda            | Tercera            | Cuarta               | Quinta                | Sexta            | Séptima            |
| ------------ | ------------------ | ------------------ | -------------------- | --------------------- | ---------------- | ------------------ |
| do           | re: segunda mayor  | mi: tercera mayor  | fa: cuarta justa     | sol: quinta justa     | la: sexta mayor  | si: séptima mayor  |
| re           | mi: segunda mayor  | fa: tercera menor  | sol: cuarta justa    | la: quinta justa      | si: sexta mayor  | do: séptima menor  |
| mi           | fa: segunda menor  | sol: tercera menor | la: cuarta justa     | si: quinta justa      | do: sexta menor  | re: séptima menor  |
| fa           | sol: segunda mayor | la: tercera mayor  | si: cuarta aumentada | do: quinta justa      | re: sexta mayor  | mi: séptima mayor  |
| sol          | la: segunda mayor  | si: tercera mayor  | do: cuarta justa     | re: quinta justa      | mi: sexta mayor  | fa: séptima menor  |
| la           | si: segunda mayor  | do: tercera menor  | re: cuarta justa     | mi: quinta justa      | fa: sexta menor  | sol: séptima menor |
| si           | do: segunda menor  | re: tercera menor  | mi: cuarta justa     | fa: quinta disminuida | sol: sexta menor | la: séptima menor  |

## Altura
La convención de nomenclatura de nota especifica un monosílabo o bien una letra, cualquier alteración y un número de octava. Cualquier nota está a una distancia de un número entero de semitonos del la central. (la4) Esta distancia se denota n. Si la nota está por encima de la4, entonces n es positivo, y si está por debajo de la4, entonces n es negativo. En el temperamento igual la frecuencia de la nota (la) es:
{\displaystyle f=2^{n/12}\times 440\,{\text{Hz}}\,}
Por ejemplo, se puede encontrar la frecuencia de do5, el primer do por encima de la4. Hay tres semitonos entre la4 y do5 (la4 → la♯4 → si4 → do5), y la nota está por encima de la4, por lo que n = 3. La frecuencia de la nota será:
{\displaystyle f=2^{3/12}\times 440\,{\text{Hz}}\approx 523.2\,{\text{Hz}}}
Para encontrar la frecuencia de una nota que está por debajo de la4, el valor de n es negativo. Por ejemplo, el fa por debajo de la4 es fa4. Hay cuatro semitonos (la4 → la♭4 → sol4 → sol♭4 → fa4), y la nota está por debajo de la4, por lo que n = -4. La frecuencia de la nota será:
{\displaystyle f=2^{-4/12}\times 440\,{\text{Hz}}\approx 349.2\,{\text{Hz}}}
Finalmente puede observarse a partir de esta fórmula que las octavas automáticamente producen potencias de dos veces la frecuencia original, ya que n es un múltiplo de 12 (12 k, donde k es el número de octavas hacia arriba o hacia abajo), y por lo que la fórmula se reduce a:
{\displaystyle f=2^{12k/12}\times 440\,{\text{Hz}}=2^{k}\times 440\,{\text{Hz}}}
produciendo un factor de 2. De hecho, este es el medio por el que se obtiene esta fórmula, combinado con la noción de intervalos igualmente espaciados.
La distancia de un semitono en el temperamento igual se divide en 100 cents. Así 1200 cents equivalen a una octava, una relación de frecuencias de 2:1. Esto implica que un cent es precisamente igual a la raíz 1200.ª de 2, que es aproximadamente 1,000578.
Para el uso con el estándar MIDI (Musical Instrument Digital Interface), una asignación de frecuencias se define como:
{\displaystyle p=69+12\times \log _{2}{f \over 440\,{\text{Hz}}}}
Donde p es el número de nota MIDI. Y en sentido contrario, para obtener la frecuencia a partir de una nota MIDI p, la fórmula se define como:
{\displaystyle f=2^{(p-69)/12}\times 440\,{\text{Hz}}}
Para las notas en temperamento igual del la440, esta fórmula proporciona el número de nota MIDI estándar (p). Cualquier otra frecuencia llena el espacio entre los números enteros de manera uniforme. Esto permite que los instrumentos MIDI sean afinados con gran precisión en cualquier escala microtonal, incluidas las afinaciones tradicionales no-occidentales.

### Enarmonía
Además de los sonidos representados por estos siete monosílabos o notas, existen otros cinco sonidos que se obtienen subiendo o bajando uno o más semitonos. Para subir o bajar los sonidos se usan alteraciones como el bemol, el sostenido, el doble bemol, el doble sostenido y el becuadro. El bemol (♭) baja un semitono la nota a la que acompaña, mientras que el sostenido (♯) la sube un semitono. Para nominarlos, se usan las siete notas acompañadas o no, según corresponda, del nombre de la alteración. De esta forma, cada uno de los doce sonidos posee tres nomenclaturas, excepto en los casos como do, re y si♯, que son el mismo sonido, al igual que fa, sol y mi♯. A este fenómeno se le denomina enarmonía.
En el actual sistema de afinación (el temperamento igual), no hay diferencia entre las notas enarmónicas: por ejemplo, do sostenido suena exactamente igual que re bemol.
En los variados sistemas de afinación antiguos entre ambas notas había una diferencia audible que se denomina la coma.